# Saint-Denis-de-Gastines
Saint-Denis-de-Gastines – miejscowość i gmina we Francji, w regionie Kraj Loary, w departamencie Mayenne.
Według danych na rok 1990 gminę zamieszkiwało 1 721 osób, a gęstość zaludnienia wynosiła 36 osób/km² (wśród 1504 gmin Kraju Loary Saint-Denis-de-Gastines plasuje się na 354. miejscu pod względem liczby ludności, natomiast pod względem powierzchni na miejscu 91.).